# 봉의 6

라이더-웨이트 타로 덱에서 봉의 6

봉의 6은 봉의 슈트의 플레잉 카드이다. 타로에서는 소 아르카나 카드이다. 이는 카드 독자가 "소 아르카나"라고 부르는 카드의 일부로, 삽화가 든 핍 카드로 점을 치며, 월계관으로 장식된 봉을 든 기병을 보여 준다. 봉을 든 풋내기들이 그의 편에 있다.
타로 카드는 유럽 전역에서 타로 카드 게임을 하는 데 사용된다.
게임이 거의 알려지지 않은 영어권 국가에서는 타로 카드가 주로 점술 목적으로 사용되었다.

## 라이더-웨이트 상징주의
- 이전 카드(봉의 5)에서 있었던 혼란 이후, 사람들은 말 위에 탄 사람의 리더쉽 아래 모여들었다.
- 말 탄 기병은 대중에게 활력을 불어 넣는 것처럼 보이며, 사회적, 혹은 군대 내부의 상징적인 동원을 나타낼 수 있다.
- 인물이 쓴 월계관은 그를 성공적이고 승리하는 사람, 유능하고 존경받으며 자신감 있는 사람으로 표현한다.

## 주요 의미
봉의 6의 주요 의미: 완성, 좋은 소식, 보상과 인정, 성공, 승리